# مدربو منتخب إنجلترا لكرة القدم
تم إنشاء منصب مدربي منتخب إنجلترا لكرة القدم لأول مرة في شهر مايو من عام 1947 بتعيين والتر وينتربوتوم كمدرب للمنتخب، وكان لاعبو المنتخب الإنجليزي يتم اختيارهم قبل هذا التاريخ عن طريق «لجنة الاختيار الدولية»، فكان الاتحاد الإنجليزي لكرة القدم يقوم باختيار المدربين من فرق الدوري لتجهيز الفريق للمباريات على حدة، بينما تظل كافة القرارات في النهاية بيد اللجنة. وقد دفعت الهزيمة بنتيجة 1-0 أمام منتخب سويسرا ستانلي روس - سكرتير الاتحاد الإنجليزي - لترقية «وينتربوتوم» من منصب «المدير الوطني للتدريب» إلى منصب «المدير الفني».
وقد تولى سبعة عشر مدرباً هذا المنصب منذ تأسيسه، أربعة منهم كانوا مدربين مؤقتين وهم: جو ميرسر (تولي المنصب في سبع مباريات)، وهوارد ويلكينسون (مبارتان)، وبيتر تايلور (مباراة واحدة)، وستيوارت بيرس (مباراة واحدة). بالمقارنة، تولي وبنتربوتوم المنصب لمدة 16 عام - وهي أطول مدة حتي الآن - متضمنة الاشتراك في أربع بطولات لكأس العالم واجمالي 139 مباراة. ويعد ألف رامسي المدرب الوحيد الذي فاز ببطولة كبري؛ حيث فاز ببطولة كأس العالم عام 1966 بالاعتماد على «خطته العجيبة بدون الأجنحة». ولم ينجح أي مدرب في تخطي الدور نصف النهائي في أي بطولة كبري سواء قبل هذا التاريخ أو منذ هذا التاريخ؛ حيث نجح مدربان فقط في الوصول للدور نصف النهائي وهم: بوبي روبسون في بطولة كأس العالم عام 1990، وتيري فينابلز في بطولة الأمم الأوروبية عام 1996.
وأصبح المدرب السويدي سفين غوران إريكسون أول مدرب أجنبي للمنتخب الإنجليزي، وكان ذلك في عام 2001 وسط الكثير من الانتقادات الحادة،  وقد قاد الفريق للوصول للدور ربع النهائي في ثلاث بطولات كبري. وحل المدرب الإيطالي فابيو كابيلو محل ستيف ماكلارين عام 2008 عقب فشل المنتخب في التأهل لبطولة الأمم الأوروبية عام 2008. وبالرغم من الأداء الباهت الذي ظهر به الفريق تحت قيادة كابيلو في بطولة كأس العالم عام 2010، إلا أن الاتحاد الإنجليزي أكد بقاء كابيلو في منصبه. إلا أن كابيلو قدم استقالته من تدريب الفريق عام 2012 بسبب خلافه مع الاتحاد الإنجليزي بعد قرارهم بحرمان اللاعب جون تيري من حمل شارة القيادة. وقد تم تعيين ستيوارت بيرس بدلاً من كابيلو بشكل مؤقت ، إلى أن تم تعيين روي هدجسون مدرباً دائماً في مايو من عام 2012.
وتحظي وظيفة مدرب المنتخب الإنجليزي باهتمام إعلامي مكثف، ويشمل هذا الاهتمام أحياناً الكشف عن الحياة الشخصية للمدرب. ونتيجة للتوقعات والآمال الكبيرة المعقودة من قبل كل من العامة والإعلام، يُطلَق على المنصب اسم «الوظيفة المستحيلة»  ؛ حيث تتم مقارنتها بمنصب رئيس الوزراء.

## المنصب

### الدور
يعد مدرب المنتخب الإنجليزي هو المسئول الأوحد عن كل ما يخص المنتخب في الملعب، بالإضافة إلى بعض الأشياء الأخرى مثل اختيار الفريق الوطني والفريق الذي يبدأ المباريات والقائد وأساليب اللعب والبدلاء والكابتن ومنفذي ركلات الجزاء. وقبل عام 1946، كانت لجنة الاختيار - التي يتم تعيينها من قبل اتحاد الكرة - تقوم بادارة المشكلات باستثناء الأشياء التي تترك للمدرب يوم المباراة مثل اختيار الفريق والتشكيل وأساليب اللعب. وبالرغم من ذلك كانت التدخلات أمراً عادياً ولم تكن فقط من قبل اتحاد الكرة. ومع استئناف المنافسات الدولية بعد الحرب العالمية الثانية، تم توسيع دور المدرب ليشمل جميع العناصر من اختيار فندق الإقامة وأماكن معسكرات التدريب وصولاً إلى اختيار النظام الغذائي وترتيبات السفر.
يتم إعطاء المدرب كامل الحرية في اختيار طاقمه التدريبي. على سبيل المثال في 2008، قام فابيو كابيلو بتعيين أربعة إيطاليين وهم: فرانكو بالديني كمدرب عام، وإيتالو غالبياتي كمدرب مساعد، وفرانكو تانكريدي كمدرب لحراس المرمي، وماسيمو نيري كمدرب أحمال. ثم قام بعد ذلك بتعيين الإنجليزي ستيوارت بيرس - وكان وقتها هو المدير الفني للمنتخب الإنجليزي تحت 21 عاماً - حيث قال وقتها: «لقد أوضحت منذ البداية بأنني أريد مدرباً إنجليزياً كجزء من طاقمي التدريبي».
ويمكن أن يزيد دور المدير الفني ليشمل مهاما خارج الملعب؛ حيث يقوم المدرب بتقديم النصائح إلى اتحاد الكرة بشأن التعقيدات التي تصاحب تنظيم مواعيد مباريات التصفيات. وساد الاعتقاد بأن كابيلو أعطي تعليمات لصبية الملاعب في ملعب ويمبلي لارجاع الكرات بسرعة عندما تخرج خارج الملعب.

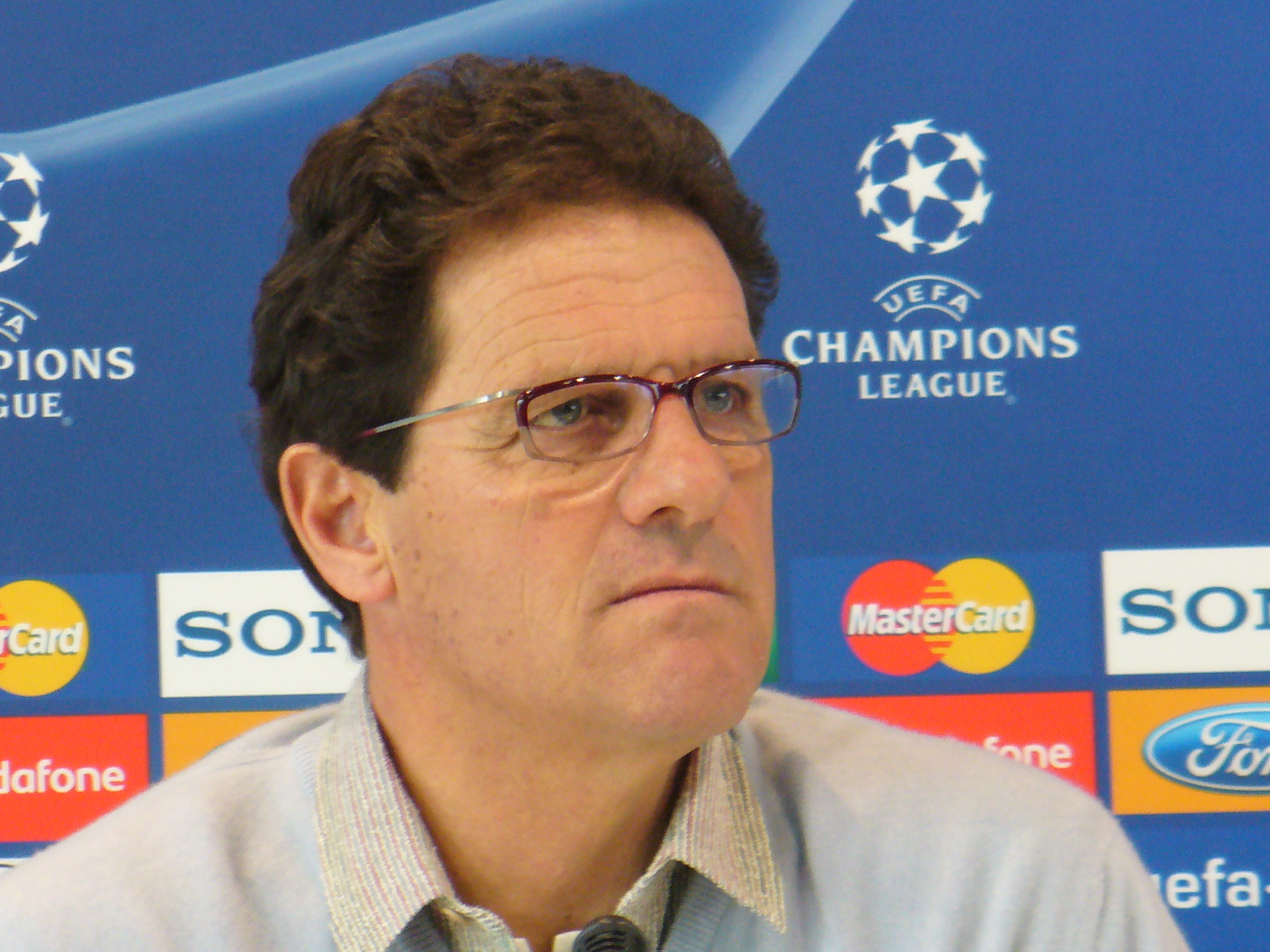
فابيو كابيلو خلال مؤتمر صحفي عندما كان مدرباً لريال مدريد

### التعيين
تتم إدارة عملية تعيين مدرب جديد للمنتخب الإنجليزي من قبل لجنة اتحاد الكرة بمشاركة أعضاء المجلس وكبار المسئولين. على سبيل المثال، كان أعضاء لجنة الاختيار التي قامت بتعيين سفين غوران إريكسون في 2001 هم: الرئيس التنفيذي «آدم كورتسير»، والرئيس «جيوف تومبسون»، ونائب الرئيس «ديف ريتشاردز»، ورؤساء الأندية وأعضاء مجلس اتحاد الكرة «ديف دين» و«بيتر ريدسديل»، بالإضافة إلى المدير الفني للاتحاد «هوارد ويلكينسون».
تولي تدريب المنتخب خمسة عشر مدرباً جميعهم كانوا لاعبين محترفين، من بينهم ثلاثة عشر مدرباً إنجليزياً، خمسة منهم لم يلعبوا للمنتخب الإنجليزي الأول وهم:(وينتربوتوم وجرينوود وويلكينسون وجراهام تايلور وماكلارين). كما قام أربعة من الثمانية المتبقين بلعب عدد زوجي من المباريات للمنتخب وهم: «روبسون»(20)، و«رامسي»(32)، و«هودل»(53)، و«كيجن»(63). كما قام اثنان بدور قائد الفريق وهم:«رامسي»(3)، و«كيجن»(31). كما كان كابيلو هو الوحيد من بين الاثنين الأجانب الذين لعبوا للمنتخب الوطني؛ حيث قام بلعب 32 مباراة لالمنتخب الإيطالي.

### الأهمية القومية
يمكن أن تصل أهمية منصب المدير الفني للمنتخب الإنجليزي إلى مقارنتها بأهمية منصب رئيس الوزراء؛ حيث يقترن عشق لعبة كرة القدم - كونها اللعبة الشعبية في إنجلترا - بحب الوطن وملعب ويمبلي باعتباره «موطن» كرة القدم؛ حيث يحتل خبر تعيين أو إقالة مدرب المنتخب الصفحات الأولي ويحظي باهتمام مكثف. وتراهن جموع كبيرة من الناس على فوز المنتخب، كما تقوم الجماهير أثناء البطولات بوضع باقات الورود على أعلام صليب القديس جرجس. وخلال بطولة كأس العالم عام 2006، قام 27% من سكان إنجلترا بشراء الأعلام خلال شهر واحد فقط، كما تصبح المحلات والمكاتب خاوية تماماً نظراً لقيام أعداد كبيرة من الناس بمشاهدة مباريات المنتخب.
تصبح وظيفة مدرب المنتخب أكثر تعقيداً بسبب اعتماده على تعاون الأندية ومدربيها في ترك لاعبيها للعب المباريات الودية، وعند رفض الأندية، تطفو على السطح نظرية «الأندية ضد الوطن» حتي لو تم هذا الأمر عن طريق التفاوض. كما أن هناك العديد من التعليقات بشأن أن طول مدة الموسم في إنجلترا لا تساعد في إعداد اللاعبين المجهدين للبطولات الكبري؛ حيث تقوم فرق الدرجة الأولي بلعب 38 مباراة في الدوري. لكن المصلحة الشخصية للدوري الإنجليزي الممتاز تجعل فكرة تقليل عدد المباريات غير محتملة، خصوصاً في ضوء الاقتراح المقدم في 2008 بلعب المباراة رقم 39 بين فرق الدوري خارج إنجلترا. كل هذه العوامل، بالإضافة إلى السجل المتوسط للمنتخب في البطولات الكبري تجعل الجميع يصف وظيفة مدرب المنتخب الإنجليزي ب«الوظيفة المستحيلة».

## التاريخ

### بداية عصر الدوام الكامل
كان المنتخب الإنجليزي لكرة القدم قبل عام 1946 تحت قيادة موظف من اتحاد الكرة وأحد مدربي أندية لندن، وكان «والتر وينتربوتوم» عضواً في لجنة الاختيار الدولية التابعة لاتحاد الكرة عندما تم تعيينه كمدرب في عام 1946. وأثناء توليه للمنصب، كان يتم اختيار الفريق الإنجليزي من قبل لجنة تابعة لاتحاد الكرة؛ حيث اقتصر دور وينتربوتوم على اختيار تشكيلة المباراة وتحديد أسلوب اللعب. قاد وينتربوتوم المنتخب الإنجليزي في مباراته الأولي كمدرب للفوز بنيجة 7-2 على نظيره الأيرلندي على ملعب ويندسور بارك في العاصمة الأيرلندية بلفاست في البطولة الوطنية البريطانية موسم 1946/47. وأدى النجاح في البطولة الوطنية موسم 1950 إلى تأهل المنتخب الإنجليزي إلى بطولة كأس العالم عام 1950 التي أُقيمت بالبرازيل. وخلال هذه البطولة، تلقي المنتخب الإنجليزي هزيمة صادمة على يد منتخب الولايات المتحدة، كما ودعت إنجلترا البطولة بهزيمة أخرى بنتيجة 1-0 وهذه المرة أمام المنتخب الأسباني.
تلقي المنتخب مفاجأة صادمة أخرى تحت قيادة وينتربوتوم عندما تلقي هزيمة بنتيجة 6-3 أمام نظيره المجري على ملعب ويمبلي القديم عام 1953. وعقب وينتربوتوم بعدها قائلاً: «كانت الصحافة تظن بأننا سنفوز بسهولة، ولكني حاولت الإشارة إلى أن المنتخب المجري منتخب قوي حقاً». قاد وينتربوتوم الفريق إلى احتلال المركز الأول في البطولة الوطنية الذي جعله يتأهل لبطولة كأس العالم عام 1954 في سويسرا، إلى أن المنتخب ودع البطولة من الدور ربع النهائي عندما خسر بنتيجة 4-2 أمام منتخب أوروغواي. وفي بطولة كأس العالم عام 1958، خسر المنتخب بنتيجة 1-0 أمام منتخب الاتحاد السوفييتي في الأدوار الإقصائية، كما خرج من الدور ربع النهائي لبطولة كأس العالم عام 1962 في تشيلي عندما خسر أمام المنتخب البرازيلي، الأمر الذي أدى إلى استقالة وينتربوتوم بعدها بخمسة أشهر بعد هجوم من الصحافة البريطانية، لكنه يظل المدرب صاحب أطول مدة تدريب للمنتخب على مر التاريخ.

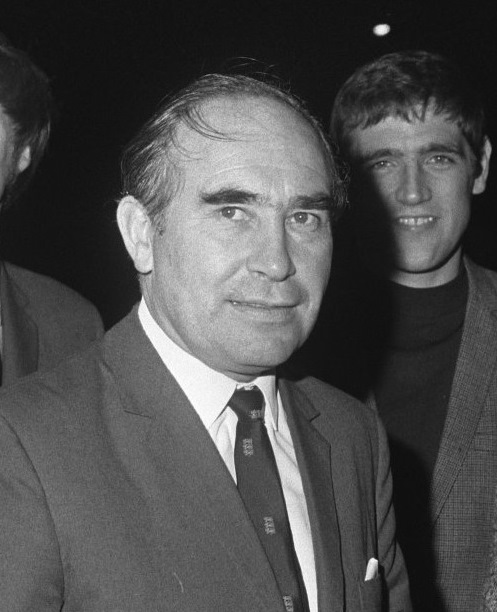
ألف رامسي الذي قاد المنتخب الإنجليزي للفوز بكأس العالم عام 1966

### إنجاز كأس العالم
تولي ألف رامسي قيادة الفريق في عام 1962. وعلى عكس وينتربوتوم، كان رامسي يعمل مدرباً، حيث نجح في الفوز ببطولة دوري الدرجة الأولى الإنجليزي مع فريق إيبسويتش تاون. وقد أعلن رامسي عند تعيينه بأنه سوف يفوز ببطولة كأس العالم عام 1966. انتهت أول مباراة تحت قيادة رامسي بخسارة المنتخب الإنجليزي أمام نظيره الفرنسي بنتيجة 5-2 على ملعب بارك دي برينس. تأهل المنتخب الإنجليزي إلى بطولة كأس العالم عام 1966 بشكل تلقائي كونه مستضيف البطولة على أرضه، وبعد تعادل سلبي في المباراة الأولي أمام منتخب أوروغواي، أدت أربعة انتصارات متتالية إلى تأهل المنتخب إلى المباراة النهائية أمام منتخب ألمانيا الغربية، حيث فاز المنتخب الإنجليزي بنتيجة 4-2 بعد وقت إضافي، لتفوز إنجلترا بكأس العالم للمرة الأولي والوحيدة حتي الآن. تقديراً لإنجازاته، مُنح رامسي وسامفارس في عام 1967. وفي العام التالي، احتلت إنجلترا المركز الثالث في بطولة بطولة أمم أوروبا عام 1968 في روما، ولكن رامسي قال وقتها: «نحن أبطال العالم، والمركز الثالث ليس مكاننا الحقيقي».
تأهلت إنجلترا إلى بطولة كأس العالم عام 1970 بشكل تلقائي أيضاً كونها حاملة اللقب، لهذا قام رامسي باعداد الفريق للبطولة من خلال جولة في أمريكا الجنوبية. وأدى تأثير الارتفاع هناك على الفريق إلى تعيين أول طبيب للفريق بدوام كامل وهو «نيل فيليبس»، الأمر الذي ساعد في إعداد الفريق للبطولة المقبلة في المكسيك. هُزم المنتخب الإنجليزي أمام منتخب ألمانيا الغربية في الدور ربع النهائي رغم كون المنتخب الإنجليزي متفوقاً بنتيجة 2-0 قبل 25 دقيقة على نهاية المبارة؛ حيث قام رامسي باستبدال بوبي تشارلتون والهداف مارتن بيترس، ولكن فازت ألمانيا الغربية بنتيجة 3-2 بعد وقت إضافي. تم انتقاد رامسي بشدة من قبل الصحافة البريطانية بسبب تبديلاته. وخسرت إنجلترا مرة أخرى أمام ألمانيا الغربية وهذه المرة في مجموع مبارتي الدور ربع النهائي من التصفيات المؤهلة لبطولة أمم أوروبا عام 1972. قام رامسي بإعداد المنتخب للتصفيات المؤهلة لبطولة كأس العالم عام 1974؛ حيث كانت إنجلترا تحتاج إلى انتصار أمام بولندا، ولكن أسلوب رامسي في إجراء التبديلات كان موضع تساؤل مرة أخرى؛ حيث انتهت المباراة بالتعادل 1-1. فشلت إنجلترا في التأهل لكأس العالم وتمت إقالة رامسي في مايو التالي.

### أوقات الاضطرابات
تولي «جو ميرسر» قيادة الفريق بشكل مؤقت خلال سبع مباريات، قبل أن يقوم اتحاد الكرة بتعيين دون ريفي بعقد مدته خمس سنوات. عاني المنتخب من الهزيمة في العام التالي، ولكنه على الرغم من ذلك كان يقوم بتغيير التشكيل في كل مباراة. انقطعت علاقته باتحاد الكرة، كما أن تمريناته لبناء الفريق - بما فيها رياضة كرات السجاد والجولف في الأماكن المغلقة - أدت إلى اضطرابات داخل الفريق. وأدت الهزيمة بنتيجة 2-0 أمام المنتخب الهولندي في ويمبلي إلى انقلاب الصحافة عليه؛ حيث قام بعض المعلقين بمقارنة هذه الهزيمة بمثيلتها في عام 1953 أمام المجر بنتيجة 6-3. وقد أعلن ريفي بأنه سيتولي تدريب منتخب الإمارات العربية المتحدة لاعتقاده بأنه سيتم استبداله ببوبي روبسون. وبالفعل أعلن ريفي عن استقالته في يوليو عام 1977 بعد أن نشر قصته في صحيفة الديلي ميل. اُتهم ريفي بأنه قد أساء إلى سمعة اللعبة وتم حظر أنشطته لمدة عشر سنوات من قبل اتحاد الكرة خلال محكمة شعبية. تم رفع الحظر عن ريفي بعد أن قدم التماساً إلى المحكمة العليا، ولكن القاضي ألزمه بدفع ثلثي التكاليف. في عام 1977، قام برايان كلوف بالتقدم لشغل المنصب، ولكن اتحاد الكرة رفض طلبه،  وتم تعيين رون غرينوود في البداية كمدرب مؤقت خلفاً لريفي، ثم تم تثبيته في منصبه لاحقاً. قام بوبي مور بوصف غرينوود بأنه «موسوعة كرة القدم»؛ حيث قاد المنتخب الإنجليزي للتأهل إلى بطولة أمم أوروبا عام 1980 بدون أي هزيمة في التصفيات.
بعد أن ودع المنتخب الإنجليزي البطولة من دور المجموعات، حول غرينوود اهتمامه إلى التأهل لبطولة كأس العالم عام 1982 في إسبانيا. وقد دفعت الهزيمة أمام كلاً من سويسرا ورومانيا غرينوود إلى التفكير في الاستقالة، ولكن الفوز على المجر جعله يعدل عن قراره. وكانت الهزيمة بنتيجة 2-1 في أوسلو - التي جعلت المعلق النرويجي الشهير «بيورج ليليليان» ينفجر غضباً من شدة فرحته وهو يقول: «لقد تلقي أولادكم ضرباً مبرحاً!» - تعني أن إنجلترا تحتاج إلى نقطة واحدة فقط من مباراتها الأخيرة في التصفيات أمام المجر. وقد أمن هدف بول مارينر الفوز والتأهل للمنتخب الإنجليزي. وفي البطولة فازت إنجلترا على فرنسا وتشيكوسلوفاكيا والكويت لتتأهل إلى الدور الثاني، ولكن أدى التعادل السلبي في مبارتين متتاليتين إلى خروج المنتخب الإنجليزي من البطولة على الرغم من عدم تلقيه أي هزيمة. تقدم غرينوود باستقالته مباشرة عقب الخروج من البطولة، وتم تعيين بوبي روبسون بعدها بيومين في السابع من يوليو عام 1982. وقد اختار روبسون زميله السابق في فريق ويست بروميتش ألبيون دون هو ليكون مساعداً له.

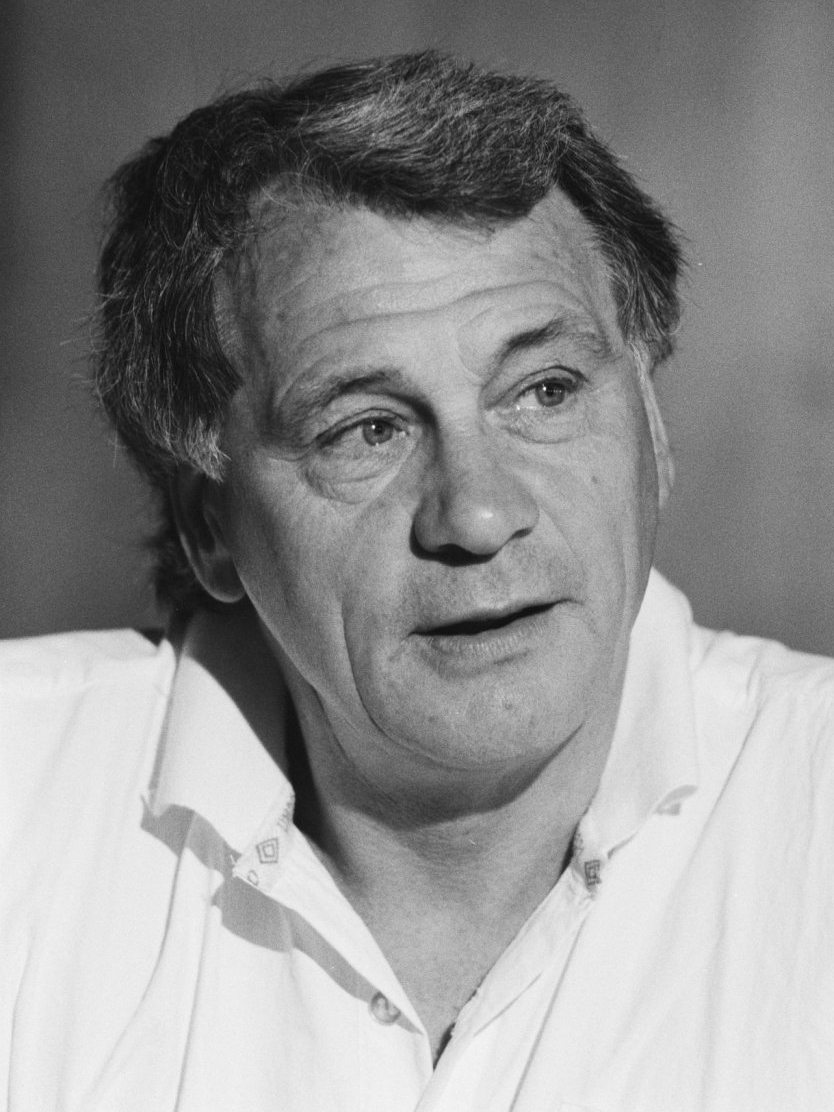
تولي بوبي روبسون تدريب المنتخب الإنجليزي في الفترة من 1982 إلى 1990

### روبسون و"يد الآله
تضمنت ولاية روبسون 28 مباراة في مختلف التصفيات، انتهت واحدة منها فقط بالهزيمة وكانت أمام الدنمارك في عام 1983،  وقد حرمت هذه الهزيمة المنتخب الإنجليزي من التأهل إلى بطولة أمم أوروبا عام 1984،  الأمر الذي أدى إلى تقديم روبسون لاستقالته قبل أن يتم رفضها من قبل رئيس الاتحاد «بيرت ميليتشيب». قاد روبسون المنتخب الإنجليزي إلى التأهل لبطولة كأس العالم عام 1986،  حيث هُزم المنتخب في الدور ربع النهائي أمام نظيره الأرجنتيني بفضل هدفي دييغو مارادونا: الأول هو هدف «يد الآله» - الذي يشتهر بسوء سمعته وذلك لأن مارادونا سجل هذا الهدف بيده - والثاني هو «هدف القرن» الذي سجله بعد الهدف الأول بخمس دقائق.
فقد المنتخب الإنجليزي نقطة واحدة فقط في التصفيات المؤهلة لبطولة أمم أوروبا عام 1988 - والتي شهدت فوز إنجلترا على تركيا بنتيجة 8-0 -،  على الرغم من ذلك فشلت إنجلترا في الفوز بالبطولة التي أُقيمت في ألمانيا الغربية؛ حيث خرجت من دور المجموعات باحتلالها المركز الأخير بعد أن تجرعت الهزيمة أمام منتخبات أيرلندا وهولندا والاتحاد السوفييتي. تلقي روبسون هجوماً صارخاً من الصحافة البريطانية، كما طلبت إحدي الصحف بعد التعادل في مباراة ودية ضد المنتخب السعودي قائلةً: «بسم الله، ارحل». قاد روبسون المنتخب الإنجليزي للتأهل إلى بطولة كأس العالم عام 1990 دون تلقي أي هدف في مبارياته الست في التصفيات.
وكما حدث في كأس العالم عام 1986، خسر روبسون خدمات قائده براين روبسون الذي عاني من اصابة في وتر اخيليس حرمته من المشاركة في المراحل الأخيرة من البطولة. تصدرت إنجلترا مجموعتها بعد أن جمعت أربع نقاط من مبارياتها الثلاث،  على الرغم من ذلك كان مشوار المنتخب في البطولة مثيراً للجدل، حيث تغيرت خطة اللعب من طريقة 4-4-2 التقليدية إلى الاعتماد على «الليبرو»، الأمر الذي رجحت بعض المصادر أنه بسبب ثورة اللاعبين بعد التعادل 1-1 في المباراة الأولي أمام منتخب جمهورية أيرلندا. وقد أنكر روبسون حدوث هذا الأمر في سيرته الذاتية. فاز المنتخب بعد ذلك على منتخبي بلجيكا والكاميرون في الأدوار الإقصائية لتتأهل لمواجهة ألمانيا الغربية في نصف النهائي.
خسر المنتخب الإنجليزي المباراة بركلات الترجيح بعد أن انتهت المباراة في وقتيها الأصلي والإضافي بالتعادل 1-1. كان الظهور الأخير لروبسون أمام الناس في مباراة «بطولة السير بوبي روبسون» في يوليو عام 2009، - التي جرت بين اللاعبين القدامي من مباراة نصف نهائي كأس العالم عام 1990 تكريماً لحياته ودعماً لجمعيته الخيرية لمرضي السرطان - قبل أن يُتوفي متأثراً بمرض السرطان.

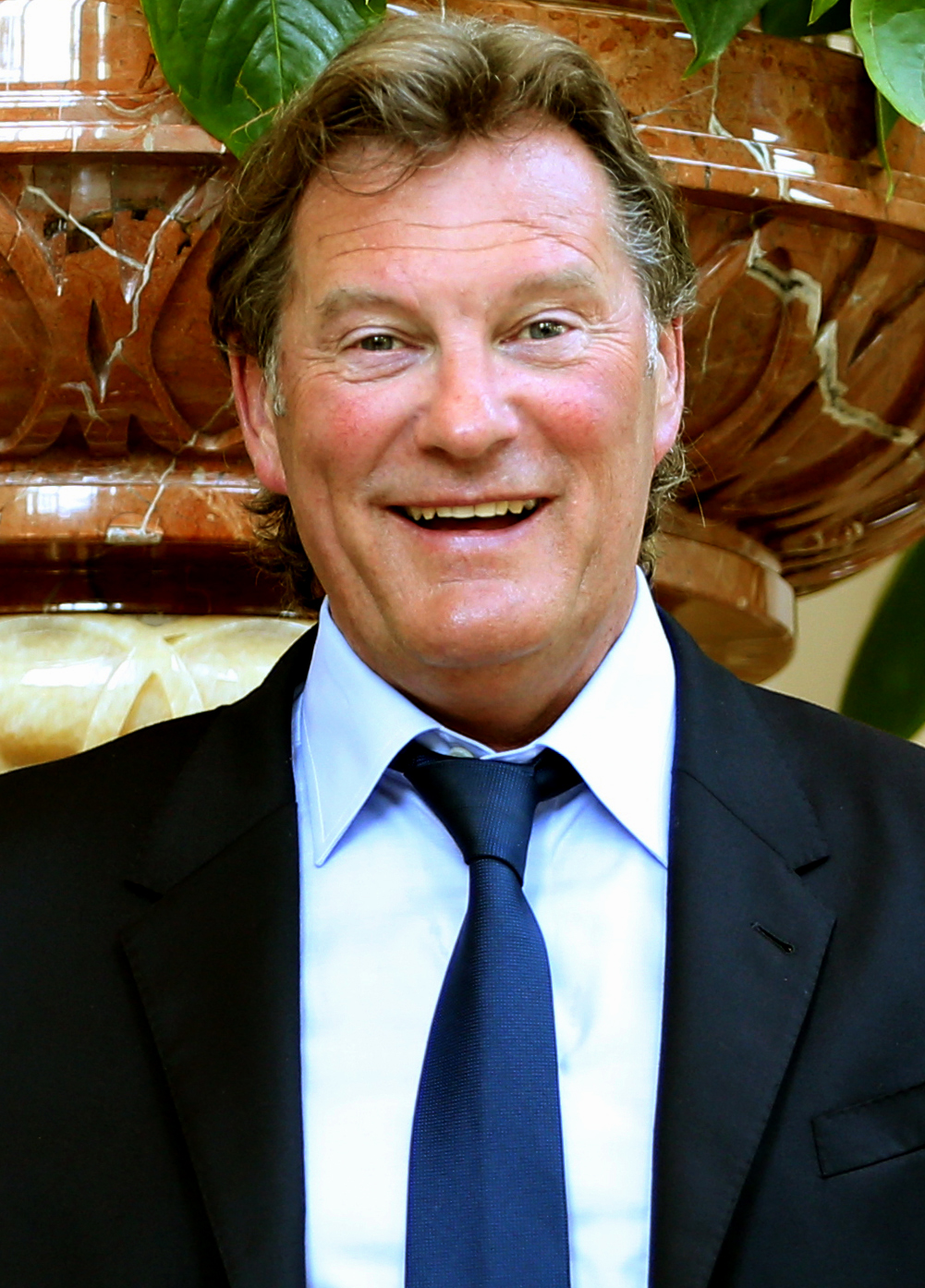
درب غلين هودل المنتخب الإنجليزي في الفترة بين 1996 و1998

### الأوقات المثيرة للجدل
أعلن روبسون قبل كأس العالم أنه سيترك منصبه عقب انتهاء البطولة، وتم تعيين غراهام تايلور بعد أن تلقي طلباً من اتحاد الكرة في أبريل عام 1990. فشل المنتخب الإنجليزي في التأهل إلى بطولة أمم أوروبا عام 1992 عقب الهزيمة أمام السويد بنتيجة 2-1، وكانت نتيجة ذلك صدور عناوين للصحف مثل: «السويديون (2)، اللفت (1)»، كما أُطلق على تايلور لقب «رأس اللفت». وبسبب الخسارة أمام هولندا في المباراة قبل النهائية في تصفيات كأس العالم عام 1994، فشلت إنجلترا في التأهل لنهائيات كأس العالم للمرة الثالثة في تاريخها. تم تسجيل تلك التصفيات في فيلم وثائقي، كما أُدرجت مقولة تايلور "Do I not like that" في الثقافة الشعبية.
استقال تايلور من منصبه بعد الفشل في التأهل إلى كأس العالم، وتولي تيري فينابلز القيادة من بعده عام 1994. وبما أن إنجلترا كانت الدولة المنظمة لبطولة أمم أوروبا عام 1996، لم يقم تيري فينابلز بقيادة الفريق في أية مباراة رسمية لما يزيد عن عامين. وفي يناير عام 1996، أعلن أنه سوف يستقيل من منصبه عقب البطولة بسبب عدة قضايا في المحاكم، ولكنه قاد المنتخب الإنجليزي إلى الدور نصف النهائي حيث خسر أمام منتخب ألمانيا بركلات الترجيح. تم استبدال تيري فينابلز بغلين هودل، الذي أدى تصرفه الغريب بتعيين المعالجة الروحانية «ايلين دريواري» لمساعدة الفريق إلى إثارة الكثير من الانتقادات ضده. كان رد هودل بأنها «أكثر من مجرد عمة غاضبة»، ولكن خلال بطولة كأس العالم عام 1998، رجحت الصحافة بأن «دريواري» كان لها تأثير على اختيار هودل للتشكيل. تم إقصاء المنتخب الإنجليزي من الدور الثاني بركلات الترجيح مرة أخرى وهذه المرة أمام منتخب الأرجنتين. تم نشر مذكرات هودل التي ذكر فيها روايته لما حدث خلال بطولة كأس العالم، مما أثارت المزيد من الانتقادات.
ذكر مراسل صحيفة تايمز البريطانية «مات ديكينسون» في إحدي المقابلات بأن «هودل» لديه «اعتقاد بأن المعاقين يتم معاقبتهم بسبب أخطائهم في الحياة السابقة». وتم انتقاد آراء هودل بشدة من قبل العديد من رجال السياسة مثل وزير الرياضة «توني بانكس» ورئيس الوزراء توني بلير. وقال «هودل» بأنه ليس مستعداً للاستقالة، كما زعم بأن كلماته تم تفسيرها على نحو خاطئ، وأشار إلى مساهماته والتزامه تجاه المؤسسات التي تقوم بمساعدة المعاقين. أنهي الاتحاد الإنجليزي لكرة القدم عقده مع هودل بعد وقت قصير،  الأمر الذي لاقي قبولاً من قبل مجموعات ذوي الاحتياجات الخاصة.
تولي «هوارد ويلكينسون» المهمة بشكل مؤقت خلال مبارتين، قبل أن يتم تعيين كيفن كيغان في فبراير عام 1999. كان «كيغان» في البداية يجمع بين تدريب المنتخب وعمله في تدريب نادي فولهام، قبل أن يصبح مدرباً دائماً للمنتخب في شهر مايو. قاد «كيغان» المنتخب للتأهل إلى بطولة أمم أوروبا عام 2000 بعد أن تفوق على منتخب اسكتلندا في التصفيات النهائية. ولكن أدت الهزيمة في مبارتين بنتيجة 3-2 في إقصاء المنتخب من دور المجموعات. وأدت الهزيمة أمام ألمانيا في أولي مباريات التصفيات المؤهلة لبطولة كأس العالم عام 2002 - وكانت أيضاً آخر مباراة يتم خوضها على ملعب ويمبلي القديم قبل تجديده - إلى تقديم «كيغان» لاستقالته؛  حيث أعلن «كيغان» عن استقالته في من داخل مراحيض ويمبلي بعد ساعة من صيحات استهجان الجماهير ضد المنتخب، كما أخبر مسئولي اتحاد الكرة بأنه يشعر بالعجز عن إدارة المنتخب تكتيكياً في هذه المرحلة. وعاد «ويلكينسون» مرة أخرى كمدرب مؤقت، ثم حل محله بيتر تايلور الذي خسر المنتخب تحت قيادته أمام المنتخب الإيطالي.

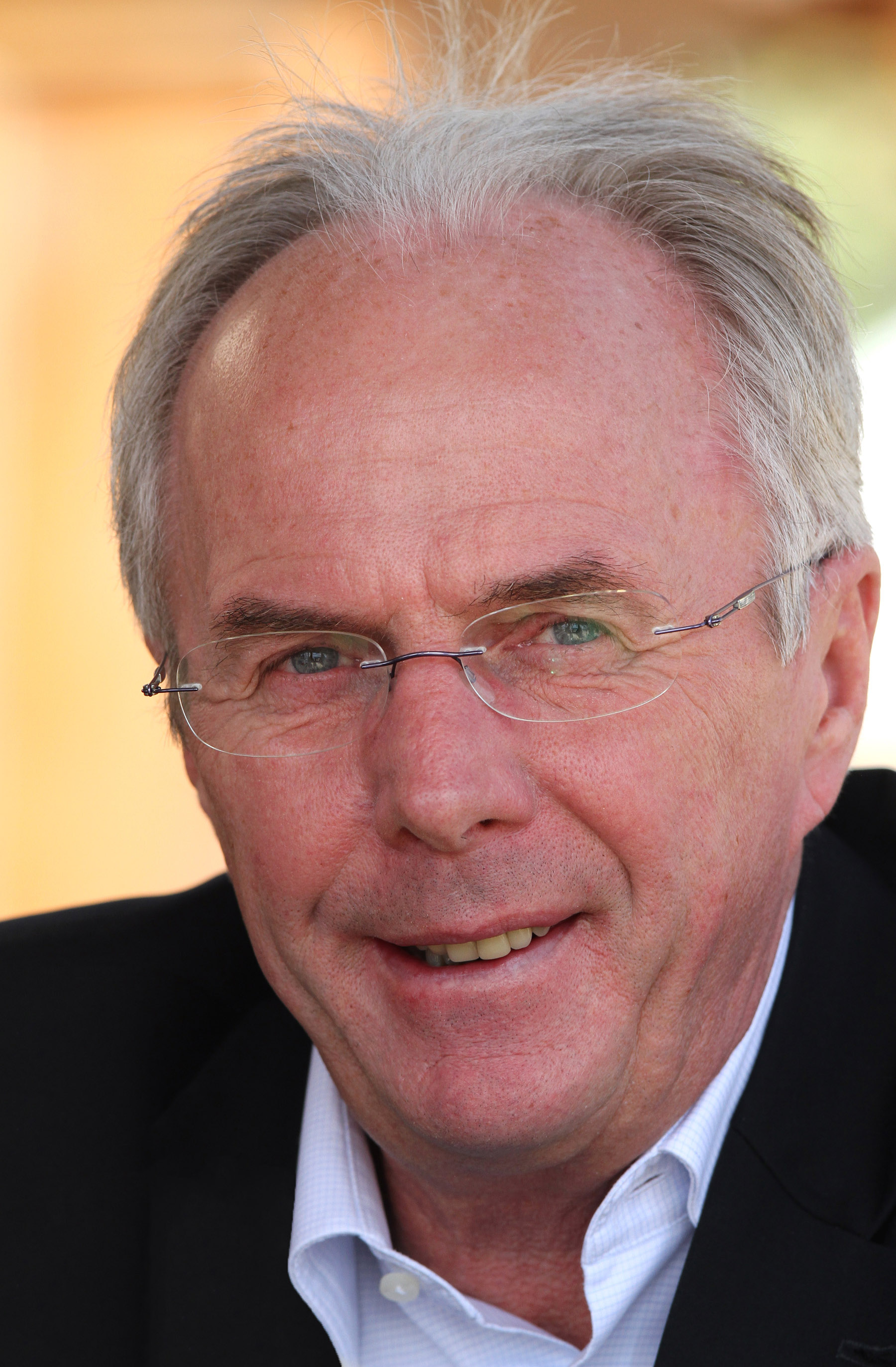
أصبح سفين غوران إريكسون أول مدرب أجنبي يدرب المنتخب الإنجليزي

### إدارة أجنبية
قام اتحاد الكرة باتخاذ خطوة غير مسبوقة تم انتقادها على نطاق واسع وهي تعيين أول مدرب أجنبي لتدريب المنتخب متمثلاً في السويدي سفين غوران إريكسون. كان لدي إريكسون سجلاً جيداً في كرة القدم الأوروبية من خلال نجاحاته في البرتغال وإيطاليا، كما فاز ببطولة كأس الاتحاد الأوروبي في مناسبتين. قاد إريكسون المنتخب الإنجليزي للتأهل لبطولة كأس العالم عام 2002 بفضل هدف التعادل الحاسم الذي سجله ديفيد بيكهام في مرمي اليونان في الثواني الأخيرة من الوقت بدل الضائع. تم إقصاء المنتخب من الدور ربع النهائي على يد المنتخب البرازيلي، وأصبح إريكسون في مرمي النيران بسبب ظهوره في حالة "باردة كالجليد" في المنطقة الفنية مما يدل على فشله في تحميس لاعبي المنتخب. وعلق اللاعب الكبير "جاريث ساوثجيت" باحتقار بعد البطولة قائلاً: "كنا بحاجة إلى ونستون تشرشل ولكننا حصلنا على "دانكن سميث".
قاد إريكسون المنتخب للتأهل إلى بطولة أمم أوروبا عام 2004، ولكنه خرج من الدور ربع النهائي مرة أخرى وأيضاً بركلات الترجيح وهذه المرة أمام المنتخب البرتغالي. ودفعت الهزيمة بنتيجة 1-0 أمام منتخب أيرلندا الشمالية في بلفاست خلال التصفيات المؤهلة لكأس العالم عام 2006 الجماهير الإنجليزية إلى إنشاد «أقيلوا السويدي»، وهذا بسبب غضبهم مرة أخرى من غياب ردة الفعل على وجهه بينما كان مساعده ستيف ماكلارين أكثر حماسة خلال المباراة.
أعلن الاتحاد الإنجليزي لكرة القدم في يناير عام 2006 بأن إريكسون سيتنحي عن منصبه بعد انتهاء البطولة، ومع خروج الفريق من ربع النهائي أمام البرتغال مرة أخرى، ومرة أخرى بركلات الترجيح، ترك إريكسون منصبه كما كان مقرراً في يوليو. كانت عملية البحث عن بديل لإريكسون مثيرة للجدل، حيث اتضح أن اتحاد الكرة كان يريد تعيين لويس فيليب سكولاري، ولكن المفاوضات فشلت ورفض سكولاري الطلب. وفي نهاية الأمر تم تعيين مساعد إريكسون ستيف ماكلارين.
فشل المنتخب الإنجليزي في التأهل لبطولة أمم أوروبا عام 2008 بعد أن خسر أمام كرواتيا في نوفمبر 2007 بنتيجة 3-2 في المباراة النهائية للتصفيات، في حين أن المنتخب الإنجليزي كان يحتاج فقط إلى نقطة التعادل لضمان التأهل. انقلبت الصحافة البريطانية على ماكلارين، كما صرح الدولي الإسكتلندي السابق «ألان هانسن» قائلاً: «ما يجب أن يُسأل عنه ماكلارين هو أنه كيف فشل ماكلارين في التأهل للنهائيات من خلال هذه المجموعة التي تبدو سهلة في الواقع رغم امتلاكه لفرقة بهذه الجودة...». تمت إقالة ماكلارين في اليوم التالي،  وتم استبداله في ديسمبر 2007 بالإيطالي فابيو كابيلو.
قاد كابيلو المنتخب للتأهل إلى نهائيات كأس العالم عام 2010، حيث فاز المنتب بتسع من أصل عشر مباريات في التصفيات،  لكن على الرغم من ذلك لم يكن أداء المنتخب في البطولة مثيراً للإعجاب؛ حيث قدم المنتخب أداءً باهتاً أدى إلى تعادله في مبارتيه أمام الولايات المتحدة والجزائر، قبل أن يتلقي خسارة مذلة في دور الستة عشر على يد خصمه التقليدي المنتخب الألماني بنتيجة 4-1. وقد كان رأي الناس أن هذا الأداء كان إلى حد ما بسبب اختيارات كابيلو وأخطاؤه التكتيكية،  مما دفع الجماهير للمطالبة بإقالته. ولكن اتحاد الكرة أكد في الثاني من يوليو على أن كابيلو سيستمر في منصبه حتي عام 2012،  كما أكد كابيلو نفسه على نيته ترك المنصب عقب بطولة أمم أوروبا عام 2012.
خرجت تقارير متضاربة من داخل أرجاء اتحاد الكرة عن ما إذا كان المدرب القادم للمنتخب سيكون إنجليزياً أم لا.وفي الخامس عشر من أغسطس عام 2010، صرح عضو اتحاد الكرة «أدريان بيفنجتون» لهيئة الإذاعة البريطانية بي بي سي قائلاً: «يجب أن يكون لدينا مدرباً إنجليزياً عقب يورو 2012»،  ولكن في الثاني والعشرين من سبتمبر، صرح مدير تطوير كرة القدم بالاتحاد الإنجليزي تريفور بروكنغ قائلاً: «نرغب في استقدام مدرباً إنجليزياً ولكن يجب علينا أن ندرس الخيارات المتاحة». تأهل المنتخب الإنجليزي إلى يورو 2012 بعدها بأسبوعين بعد أن تعاد خارج أرضه مع منتخب الجبل الأسود بنتيجة 2-2. وفي شهر فبراير من عام 2012، قدم فابيو كابيلو استقالته من تدريب المنتخب عقب قرار اتحاد الكرة بسحب شارة القيادة من المدافع جون تيري، وحل محله الإنجليزي «ستيوارت بيرس» كمدرب مؤقت.

### تعيين مدرب إنجليزي
عقب هزيمة المنتخب في مارس أمام نظيره الهولنديبنتيجة 3-2 على ملعب ويمبلي،  تم استبدال بيرس بالمدرب الإنجليزي روي هدجسون - الذي كان يعمل حينها مدرباً لنادي ويست بروميتش ألبيون - بعقد مدته أربع سنوات. وشهدت التحضيرات لبطولة أمم أوروبا عام 2012 قيادة هدجسون المنتخب للفوز في مبارتين بنتيجة 1-0 أمام منتخب النرويج في أوسلو وأمام منتخب بلجيكا في ويمبلي. كانت المباراة الأولي للمنتخب الإنجليزي في يورو 2012 في العاصمة الأوكرانية دونيتسك أمام المنتخب الفرنسي وانتهت بتعادل المنتخبين 1-1. وأدى الفوزيين المتتاليين أمام السويد وأوكرانيا - مستضيفة البطولة بالاشتراك مع بولندا - إلى تأهل المنتخب للدور ربع النهائي حيث لعب ضد المنتخب الإيطالي. انتهت المباراة في وقتيها الأصلي والإضافي بالتعادل السلبي، ولجأ الفريقان لركلات الترجيح التي حسمتها إيطاليا بنتيجة 4-2. وبعد المباراة قال هدجسون بأن خروج المنتخب من المنافسات الكبري أصبح «هاجساً وطنياً». وفي أكتوبر 2013، قاد هدجسون المنتخب للفوز على نظيره البولندي بنتيجة 1-0 ليتأهل بذلك المنتخب مباشرةً إلى بطولة كأس العالم عام 2014.
كانت الأغلبية من محللين ومشجعين يتوقعون أن يقدم المنتخب الإنجليزي أداءً جيداً خلال البطولة؛ نظراً للعناصر التي يتوفر عليها المنتخب. ولكن على الرغم من ذلك، خسر المنتخب أول مبارتين له في دور المجموعات أمام كلٍ من أوروغواي وإيطاليا بنفس النتيجة وهي 2-1. وكانت هذه المرة الأولي التي يخسر فيها المنتخب مبارتين في دور المجموعات منذ بطولة عام 1950 - حيث خسر أمام منتخبي الولايات المتحدة وإسبانيا - كما كانت هذه المرة الأولي التي يتم فيها إقصاء المنتخب من دور المجموعات منذ بطولة عام 1958. كانت هذه أيضاً هي المرة الأولي التي يودع فيها المنتخب بطولة كأس العالم دون تحقيق الفوز في أية مباراة منذ بطولة عام 1958، كما شهدت البطولة أسوأ سجل للمنتخب في تاريخ مشاركاته في كأس العالم حيث لم يحصد سوي نقطة يتيمة من مبارياته الثلاثة في المجموعة.
تأهل المنتخب في سبتمبر من عام 2015 إلى بطولة أمم أوروبا عام 2016 التي ستقام في فرنسا،  بعد أن نجح في تحقيق الفوز بنتيجة 6-0 أمام منتخب سان مارينو في سرافاله.

## ردة فعل الإعلام
تعكس ردة فعل الإعلام تجاه منصب المدير الفني للمنتخب الإنجليزي الطبيعة المتغيرة للإعلام البريطاني بشكل عام؛ حيث أصبح الهجوم يتم على المدرب بشكل شخصي في الآونة الأخيرة، كما تتم مهاجمة معتقداتهم الشخصية وحياتهم الخاصة.

### الهجمات الشخصية
لطالما دشنت الصحافة حملات واسعة وذلك إما لتغيير الطريقة التي يُدار بها المنتخب أو حتي إقالة المدرب نفسه، ولكن هذا الأمر شهد نقطة تحول وكان ذلك أثناء ولاية غراهام تايلور؛ حيث أدت فترته الغير ناجحة في تدريب المنتخب إلى السخرية منه في الصحف الشعبية. وكانت أبرز تلك الحملات ما كتبته صحيفة ذا صن بعد الهزيمة أمام السويد في يورو 92، حيث كان العنوان الرئيسي «السويديون (2) اللفت (1)» مرفق به مونتاج لرأس تايلور على شكل لفت. ومن يومها أصبح تايلور يُلقب في وسائل الإعلام ب«غراهام اللفت» أو «اللفت تايلور».
وحملت الهزائم الكروية اللاحقة تصويرات أخرى لتايلور على هيئة خضراوات؛ فقد خسر المنتخب أولي مبارياته عقب يورو 92 أمام نظيره الأسباني بنتيجة 1-0، وكانت النتيجة أن قامت صحيفة ذا صن ذاتها بتصوير تايلور على هيئة «البصل الأسباني». ثم عادت الصحيفة إلى صورة اللفت عندما قدم تايلور استقالته وصاحبها عنوان «هذا ما تستحقه».
وعقب تعيين روي هدجسون مدرباً للمنتخب، قامت صحيفة ذا صن بالسخرية من لدغته في حرف الراء التي تمثل عائقاً في أحاديثه، وكتبت عنواناً في الصفحة الأولي يسخر من لدغته يقول "!bwing on the euwos" حيث تم استبدال حروف الR بحرف الW. قام اتحاد الكرة بوصف هذا العنوان بأنه «غير مقبول»، كما قام أكثر من مائة شخص بتقديم شكاوي إلى «لجنة شكاوي الصحافة».

### الهجوم استناداً على القضايا
قام غلين هودل بجذب انتباه الإعلام إليه بسبب قضيتين أساسيتين لا يمتان بصلة لشئون عمله داخل الملاعب. كانت القضية الأولي هي اعتماده المزعوم على المعالجة الروحانية «ايلين دريواري»؛  حيث أصبحت دريواري جزءاً من الطاقم التدريبي للمنتخب، كما كان اللاعبون مجبرون على رؤيتها،  على الرغم من الشكوك التي ساورت العديد منهم. لكن اللوم الأكبر لهودل كان بسبب تعليقاته بشأن ذوي الاحتياجات الخاصة حيث قال:
«لقد مُنح كلٌ منا يدين ورجلين وعقول نصف لائقة. لكن البعض لم يولدوا بهذه الهيئة لسبب ما، لابد وأن الكارما تقوم بدورها من حياة أخرى. لا يوجد لدي ما أخفيه حول هذا الأمر. وهذا لا ينطبق فقط على ذوي الاحتياجات الخاصة، ولكن كل إنسان يحصد ما يزرع».
وبناءً على الضجة الإعلامية حول هذا الموضوع، 90% من الرأي العام البريطاني - بناءً على استفتاء أجرته البي بي سي - رأو بأن هودل لا يجب أن يستمر في منصبه كمدرب للمنتخب. لكن استفتاء البي بي سي أظهر أنه على الرغم من أن هذه التعليقات قاسية على ذوي الاحتياجات الخاصة، قام آخرون بالدفاع عن حرية هودل في التعبير عن معتقداته الدينية، كما زعموا أن إقالته من منصبه سيكون استمراراً لمسلسل التمييز الديني.

### الحياة الخاصة
خضعت الحياة الخاصة للمدرب السويدي إريكسون للفحص الدقيق من قبل وسائل الإعلام، مما نتج عنها اتهامات بمقابلات غرامية سرية حظيت بتغطية إعلامية هائلة، وتضمنت مقابلات مع كلٍ من «أولريكا يونسون»  وسكرتيرة اتحاد الكرة «فاريا علام»،  هذا على الرغم من علاقته الممتدة مع «نانسي ديلوليو». وبالرغم من ذلك أكد إريكسون في المؤتمرات الصحفية بأن حياته الشخصية شأن خاص به،  وتصدرت أخبار علاقاته بيونسون في 2002، وفاريا علام في 2004 عناوين الصحف لعدة أسابيع.

### الحملات الإعلامية
قامت العديد من وسائل الإعلام البريطانية - سواء المشهورة أو الشعبية - بحملات عديدة من أجل الإطاحة بمدرب أو تعيينه أو حتي إبقائه في منصبه. وتحتل أخبار الحملات الخاصة بإقصاء أحد المدربين الصفحات الأولي بعناوين ملفتة للانتباه مثل: «الرون-ديفو الأخير» و«بسم الله، ارحل» «السماد النرويجي» و«بلير يعطي هودل الكارت الأحمر»، وتخص العناوين كلاً من «رون جرينوود»، و«بوبي روبسون»، و«غراهام تايلور»، و«غلين هودل» على التوالي.
استطاع إريكسون النجاة بنفسه من العديد من الفضائح خلال فترة تدريبه للمنتخب، ولكن ولايته انتهت عندما أصبح ضمن مجموعة المشاهير الذين تستهدفهم «لدغات» الصحف الشعبية،  فيما يُعرف ب«الشيخ المزيف». وكانت التصرفات الطائشة من جانب إريكسون التي كشفتها الصحافة بمثابة «... القشة الأخيرة لاتحاد الكرة»، على الرغم من أنه سُمح لإريكسون بالبقاء في منصبه حتي نهاية بطولة كأس العالم عام 2006.
تأتي الحملات الإعلامية في بعض الأحيان بنتائج عكسية؛ حيث يتذكر «غراهام كيلي» - الرئيس التنفيذي الأسبق لاتحاد الكرة - حملة إعلامية كانت بقيادة صحيفة ذا صن وكانت ضد بوبي روبسون في عام 1984(قبل استقالته بست سنوات) قائلاً:
«كان يقوم مندوبون عن الصحيفة بإعطاء الجماهير شعارات تحمل عنوان (فليرحل روبسون) أثناء مباريات المنتخب، ولكني اتذكر أنه مع كل هجوم على روبسون كان الدعم يزداد ممن حوله. ومما يثير السخرية هو أنه قبل انطلاق بطولة كأس العالم عام 1990، كان صبر رئيس الاتحاد وقتها بيرت ميليتشيب قد نفد أخيراً، وقام بالتحدث مع روبسون وأخبره أنه إما أن يفوز بكأس العالم أو يرحل، وكان رد فعل روبسون هو أن قام بالتفاوض لتدريب نادي آيندهوفن الهولندي، ولكن صدقني، إذا لم يحدث هذا كان روبسون سيستمر في تدريب المنتخب لأربعة أعوام أخرى.»
كانت أقسام الإعلام المختلفة تقوم غالباً بتدشين حملات من أجل تعيين شخص معين ليكون مدرباً للمنتخب، وهذا ما حدث تحديدأ في فترة بوبي روبسون؛ حيث دشنت وسائل الإعلام حملة لتعيين برايان كلوف. وذات مرة أخبر روبسون رئيس اتحاد الكرة بيرت ميليتشيب قائلاً: «أنا الآن أمر بوقت عصيب والجميع يريدون برايان ليحل محلي، من رأيي أن تكلفه بالمهمة، فإذا نجح سيكون الجميع سعداء، وإذا فشل فستكون هذه نهاية الضجة حول تعيين برايان كلوف كمدرب للمنتخب». وأضاف روبسون قائلاً: «من الممكن أن يكون هذا الأمر مزعجاً للبعض ولكني أري أنه سيكون مدرباً جيداً؛ فهو يستطيع اتخاذ القرارات الصائبة كما أنه لديه القدرة على تكوين فريق جيد وهو أيضاً رجل ملهم». هناك حملة أخرى دشنها الإعلام وهذه المرة لإقالة تيري فينابلز، ولكن تم تأييده للعودة مرة أخرى لقيادة المنتخب عام 2000.
ونال «ستيف ماكلارين» حظه من النقد، كما أصبحت عناوين الصحف تهاجمه بشكل عاطفي أكثر منه عقلاني؛ وذلك بسبب فشله في التأهل لبطولة الأمم الأوروبية عام 2008. ففي يناير عام 2008، وصفت مجلة "When Saturday Comes" المختصة بكرة القدم الشهور الأخيرة في فترة ماكلارين بأنها كانت «قاسية ووحشية». فقد قامت جميع الصحف الرسمية منها والشعبية بنشر مقالات نقدية، منها على سبيل المثال العنوان الافتتاحي لصحيفة التايمز الذي يقول «ماكلارين فشل وعليه أن يرحل».
قام الإعلام أيضاً بالسخرية من الحملات التي تهدف لتعيين المدربين أو إقالتهم أو بقائهم في مناصبهم. فقد قامت صحيفة «ذا صن» في أكتوبر عام 2000 بإطلاق حملة لتعيين «الحمار» ليكون المدرب الجديد للمنتخب.

## ملخص الإحصائيات
| المدرب             | مدة التدريب | لعب | فاز | تعادل | خسر | نسبة الفوز (%) | المسابقات |
| ------------------ | ----------- | --- | --- | ----- | --- | -------------- | --- |
| والتر وينتربوتوم   | 1946-1962   | 139 | 78  | 33    | 28  | 56.1           | كأس العالم 1950- دور المجموعات كأس العالم 1954- ربع النهائي كأس العالم 1958- المباريات الإقصائية كأس العالم 1962- ربع النهائي                                                    |
| ألف رامسي          | 1963–1974   | 113 | 69  | 27    | 17  | 61.1           | كأس أمم أوروبا 1964- لم يتأهل كأس العالم 1966- البطل بطولة أمم أوروبا 1968- المركز الثالث كأس العالم 1970- ربع النهائي بطولة أمم أوروبا 1972- لم يتأهل كأس العالم 1974- لم يتأهل |
| جو ميرسر           | 1974        | 7   | 3   | 3     | 1   | 42.9           | - |
| دون ريفي           | 1974–1977   | 29  | 14  | 8     | 7   | 48.3           | بطولة أمم أوروبا 1976- لم يتأهل |
| رون غرينوود        | 1977–1982   | 55  | 33  | 12    | 10  | 60             | كأس العالم 1978- لم يتأهل بطولة أمم أوروبا 1980- دور المجموعات كأس العالم 1982- الدور الثاني                                                                                     |
| بوبي روبسون        | 1982–1990   | 95  | 47  | 30    | 18  | 49.5           | بطولة أمم أوروبا 1984- لم يتأهل كأس العالم 1986- ربع النهائي بطولة أمم أوروبا 1988- دور المجموعات كأس العالم 1990- المركز الرابع                                                 |
| غراهام تايلور      | 1990–1993   | 38  | 18  | 13    | 7   | 47.4           | بطولة أمم أوروبا 1992- دور المجموعات كأس العالم 1994- لم يتأهل |
| تيري فينابلز       | 1994–1996   | 23  | 11  | 11    | 1   | 47.8           | بطولة أمم أوروبا 1996- نصف النهائي |
| غلين هودل          | 1996–1999   | 28  | 17  | 6     | 5   | 60.7           | كأس العالم 1998- الدور الثاني |
| هوارد ويلكينسون    | 1999, 2000  | 2   | 0   | 1     | 1   | 0              | - |
| كيفن كيغان         | 1999–2000   | 18  | 7   | 7     | 4   | 38.9           | بطولة أمم أوروبا 2000- دور المجموعات |
| بيتر تايلور        | 2000        | 1   | 0   | 0     | 1   | 0              | - |
| سفين غوران إريكسون | 2001–2006   | 67  | 40  | 17    | 10  | 59.7           | كأس العالم 2002- ربع النهائي بطولة أمم أوروبا 2004- ربع النهائي كأس العالم 2006- ربع النهائي                                                                                     |
| ستيف ماكلارين      | 2006–2007   | 18  | 9   | 4     | 5   | 50             | بطولة أمم أوروبا 2008- لم يتأهل |
| فابيو كابيلو       | 2008–2012   | 42  | 28  | 8     | 6   | 66.7           | كأس العالم 2010- الدور الثاني |
| ستيوارت بيرس       | 2012        | 1   | 0   | 0     | 0   | 1              | - |
| روي هدجسون         | 2012—2016   | 56  | 33  | 15    | 8   | 58.9           | بطولة أمم أوروبا 2012- ربع النهائي كأس العالم 2014- دور المجموعات بطولة أمم أوروبا 2016- دور الستة عشر                                                                           |
| سام ألارديس        | 2016        | 1   | 1   | 0     | 0   | 100            | — |
| غاريث ساوثغيت      | 2016—       | 25  | 13  | 7     | 5   | 52             | كأس العالم 2018- المركز الرابع |

### عام
England: The Official F.A History, Niall Edworthy, Virgin Publishers, 1997, ISBN 1-85227-699-1.

### خاص
1. 1 2  Nawrat, Chris and Hutchings, Steve (1996). The Sunday Times Illustrated History of Football. Hamlyn. p. 71. ISBN 1-85613-341-9.
2. 1 2  "England Hall of Fame". The Football Association. Archived from the original on 5 March 2005. اطلع عليها بتاريخ 18 فبراير 2008.
3. 1 2 3  "The impossible job". BBC Sport. 5 February 1999. Retrieved 18 February 2008.
4. ↑  "Football mourns Sir Walter". BBC Sport. 17 February 2002. Retrieved 18 February 2008.
5. ↑  Nawrat, Chris and Hutchings, Steve (1996). The Sunday Times Illustrated History of Football. Hamlyn. pp. 136–137. ISBN 1-85613-341-9.
6. 1 2  "2001: Swedish 'Iceman' starts England job". BBC Sport. 12 January 2001. Retrieved 18 February 2008
7. ↑  "Anatomy of ... Sven-Goran Eriksson". The Guardian (London). 4 June 2006. Retrieved 18 February 2008
8. 1 2  "Fabio Capello to remain as England manager – FA confirms". The Guardian (London). 2 July 2010. Retrieved 1 October 2010
9. ↑  "Capello quits as England manager". BBC Sport. 8 February 2012. Retrieved 8 February 2012.
10. ↑  "Fabio Capello wished me well – Stuart Pearce". BBC Sport. 28 February 2012. Retrieved 29 February 2012.
11. 1 2  "Roy Hodgson appointed England manager by FA". BBC Sport. 1 May 2012. Retrieved 2 May 2012
12. ↑  "Mystery of Sven-Goran Eriksson and the Italian faith healer". London: The Times Online. 25 January 2008. Retrieved 18 February 2008.
13. ↑  Ian Gallacher (28 August 2005). "Nancy: Sven's going to dump me after World Cup". Daily Mail (London). Retrieved 18 February 2008.
14. ↑  Matt Majendie (25 November 2004). "The impossible job". BBC Sport. Retrieved 18 February 2008.
15. 1 2  Steve Wilson (22 November 2007). "Next England manager: The contenders". The Daily Telegraph (London). Archived from the original on 19 January 2008. Retrieved 18 February 2008.
16. ↑  AFP (15 December 2007). "Capello appointment gets England talking". AFP. Retrieved 21 September 2010.
17. ↑  "Current England Caretaker manager". The Football Association. Archived from the original on 23 March 2005. Retrieved 19 February 2008.
18. ↑  "Capello gives Pearce coaching job". BBC Sport. 30 January 2008. Retrieved 19 February 2008.
19. ↑  Henry Winter (3 January 2008). "Fabio Capello targets England fixture schedule". The Daily Telegraph (London). Archived from the original on 4 January 2008. Retrieved 26 February 2008.
20. ↑  Murray, Scott (6 February 2008). "England 2–1 Switzerland". The Guardian (London). Retrieved 19 February 2008.
21. ↑  Lovejoy, Joe (2004). Sven: The Final Reckoning. HarperCollins. ISBN 0-00-714069-X.p24
22. ↑  Legend Sir Bobby Robson, 76, dies". BBC Sport. 31 July 2009. Retrieved 5 March 2011.
23. ↑  "Alf Ramsey – England's Anonymous Hero Hoddle". FIFA. Retrieved 5 March 2011.
24. ↑  Brown, Sophie (22 September 2003). "Hoddle's unfulfilled destiny". BBC Sport. Retrieved 5 March 2011.
25. ↑  "OTD: Keegan kicks off reign". The Football Association. 27 March 2010. Retrieved 5 March 2011.
26. ↑  "England's post-war captains by number of matches". Englandfootballonline.com. 11 February 2011. Retrieved 5 March 2011.
27. ↑  "Fabio Capello". The Football Association. Retrieved 5 March 2011.
28. ↑  "Hurst the hero for England in the home of football". FIFA. Retrieved 19 February 2008.
29. ↑  Lee Harvey (22 November 2007). "Who will be the next England manager?". MSN. Retrieved 24 February 2008.
30. ↑  Ladbrokes spokesman quoted, "... most bets are for England. People are betting with their hearts.""UK plc stops for the big game". BBC News. 7 June 2002. Retrieved 19 February 2008.
31. ↑  David Conn (12 July 2006). "Sour English stereotypes linger amid the flag-waving". The Guardian (London). Retrieved 19 February 2008.
32. ↑  During the 2006 World Cup, "On Saturday, the day of the Paraguay match, the number of people shopping in central London fell by 23%, according to analysts Footfall." Jonathan Prynn (25 June 2006). "Storm over World Cup sickies". Evening Standard. London. Retrieved 19 February 2008.
33. ↑  Research in 2006 suggested that 13% of English workers "have called in sick to watch a World Cup match, or to recover from match-related drinking the night before." "Employee relations: How to deal with World Cup fever". Personneltoday.com. 6 June 2006. Retrieved 19 February 2008.
34. ↑  Stone, Simon (8 March 2012). "Sir Trevor Brooking ready for another club versus country battle this summer". The Independent. Retrieved 2 May 2012.
35. ↑  "Fifa wants 18-team Premier League". BBC Sport. 8 June 2006. Retrieved 24 February 2008.
36. ↑  Graham Kelly (25 February 2002). "Graham Kelly: Wealth of Winterbottom's legacy almost impossible to calculate". The Independent (London). Retrieved 14 February 2008
37. 1 2 3 4  "Walter Winterbottom – Managerial career". The Football Association. Retrieved 20 September 2010
38. ↑  "Sir Walter: A life in football". BBC Sport. 17 February 2002. Retrieved 14 February 2008
39. ↑  Ken Jones (20 May 1996). "Beware the example of Hungary". The Independent (London). Retrieved 14 February 2008
40. ↑  "England 0 – USSR 1". Englandstats. Retrieved 21 September 2010
41. ↑  Phil Shaw (2 February 1999). "Football: How it always ends in tears". The Independent (London). Retrieved 21 September 2010
42. ↑  "England's recipe for success". BBC Sport. 18 February 2002. Retrieved 14 February 2010
43. ↑  "Public Art in Ipswich – Sir Alf Ramsey". Ipswich Borough Council. 9 April 2010. Retrieved 2 May 2012
44. ↑  Caroline Cheese (31 July 2006). "World Cup 1966 flashback". BBC Sport. Retrieved 14 February 2008
45. ↑  "Alf Ramsey – Managerial career". The Football Association. Retrieved 21 September 2010
46. ↑  "Sportsweek: Replay 8 June 1968". The Independent. 6 October 2002. Retrieved 21 September 2010
47. ↑  "1970 – Bracelets and bellyaches". ESPN. 3 May 2006. Retrieved 14 February 2008
48. 1 2  "Obituary: Sir Alf Ramsey, 1922–1999 – The Life of a Football Legend". The Independent (London). 1 May 1999. Retrieved 21 September 2010
49. ↑  David Miller (23 November 2007). "This was England's darkest hour". The Daily Telegraph (London). Archived from the original on 25 January 2008. Retrieved 14 February 2008
50. ↑  "Joe Mercer – Managerial career". The Football Association. Retrieved 21 September 2010
51. ↑  James Corbett (25 November 2007). "The king of the damned". London: Observer Sport Monthly. Retrieved 14 February 2008
52. ↑  "Obituary: Brian Clough". BBC News. 20 September 2004
53. 1 2  "Ron Greenwood". The Times (London). 9 February 2006. Retrieved 14 February 2008
54. 1 2  "Ron Greenwood – Managerial career". The Football Association. Retrieved 21 September 2010
55. ↑  "England 1 – Hungary 0". Englandstats. Retrieved 21 September 2010
56. ↑  "Don Howe". West Bromwich Albion F.C. 16 May 2007. Retrieved 14 February 2008
57. ↑  "Bobby Robson – Managerial career". The Football Association. Retrieved 21 September 2010
58. 1 2  "England's Euro record". The Football Association. Archived from the original on 4 April 2005. Retrieved 15 June 2007
59. ↑  "The time is now". ESPN. 24 May 2006. Retrieved 13 August 2007
60. ↑  "World Cup history – Mexico 1986". BBC Sport. 4 May 2006. Retrieved 14 February 2008
61. ↑  "1988 European Championship". The Football Association. Archived from the original on 6 April 2005. Retrieved 21 September 2010
62. ↑  "English football's elder statesman". BBC Sport. 21 August 2000. Retrieved 14 February 2008
63. ↑  "1990 FIFA World Cup Italy Preliminaries". FIFA.com. Retrieved 9 March 2008
64. ↑  "Robbo ready for new challenge". The Football Association. 30 October 2003. Archived from the original on 6 April 2005. Retrieved 14 February 2008
65. 1 2  "Statistics: Italy 1990". BBC Sport. 12 April 2002. Retrieved 14 February 2008
66. ↑  Tom Fordyce (16 June 2004). "Sven's toughest test?". BBC Sport. Retrieved 14 February 2008
67. ↑  Robson. "Zeroes to heroes". Farewell but Not Goodbye. p. 132. ISBN 0-340-84064-1
68. ↑  "World Cup history – Italy 1990". BBC Sport. 27 April 2006. Retrieved 14 February 2008
69. ↑  "Football match honours Sir Bobby". BBC News. 26 July 2009. Retrieved 29 July 2009
70. ↑  Oliver Price (2 July 2006). "First & last: Graham Taylorsi". The Observer (London). Retrieved 14 February 2008
71. ↑  "Taylor awarded OBE". BBC Sport. 31 December 2001. Retrieved 14 February 2008
72. ↑  Jackson, Jamie (1 October 2006). "Classic moments – How did it feel ... Holland vs England, World Cup qualifier, 13 October 1993, Rotterdam". The Observer (London). Retrieved 14 February 2008
73. ↑  Andrew Baker (1 June 1997). "Curse of the Fry-off-the-wall documentary". The Independent (London). Retrieved 21 September 2010
74. ↑  "Terry Venables – Managerial career". The Football Association. Retrieved 21 September 2010
75. ↑  Mandeep Sanghera (11 August 2006). "Terry Venables profile". BBC Sport. Retrieved 14 February 2008
76. 1 2  Sophie Goodchild (31 January 1999). "Glenn Hoddle: The trouble with Glenn". The Independent (London). Retrieved 21 September 2010
77. ↑  "Eileen Drewery: Hod, God and the Squad". BBC News. 1 February 1999. Retrieved 15 February 2008
78. ↑  "Glenn Hoddle – Managerial career". The Football Association. Retrieved 21 September 2010
79. ↑  Matt Dickinson (30 January 1999). "Hoddle puts his faith in God and England". The Times (London). Retrieved 4 March 2008
80. ↑  "World Soccer – Blair adds voice to wave of criticism engulfing Hoddle". Sports Illustrated. 1 February 1999. Retrieved 21 September 2010
81. ↑  "More bad karma for Hoddle". BBC Sport. 30 January 1999. Retrieved 12 March 2008
82. ↑  "Hoddle sacked". BBC News. 3 February 1999. Retrieved 12 March 2008
83. ↑  "'A victory for football'". BBC News. 2 February 1999. Retrieved 12 March 2008
84. 1 2  "Kevin Keegan factfile". ESPN. 16 January 2008. Retrieved 15 February 2008
85. ↑  Charles Sale (23 February 2007). "Keegan having fun with his own Circus". Daily Mail (London). Retrieved 19 February 2008
86. ↑  "The FA's frantic fortnight". BBC Sport. 22 October 2000. Retrieved 19 February 2008
87. ↑  "Peter Taylor – Managerial career". The Football Association. Retrieved 21 September 2010
88. 1 2 3  "Sven-Goran Eriksson". Sporting Life. 26 April 2006. Archived from the original on 17 January 2008. Retrieved 15 February 2008
89. ↑  "England reach World Cup finals". BBC News. 6 October 2001. Retrieved 15 February 2008
90. ↑  Wallace, Sam (1 July 2006). "Eriksson must seize his chance to show methods in tactical madness". The Independent (London). Retrieved 20 February 2008
91. ↑  "Sven-Göran Eriksson – Managerial career". The Football Association. Retrieved 21 September 2010
92. 1 2  Simon Hattenstone (28 March 2007). "Why seven-year-old Joe could outmanage McClaren". The Guardian (London). Retrieved 19 February 2008
93. ↑  "Steve McClaren – Managerial career". The Football Association. Retrieved 21 September 2010
94. ↑  Alan Hansen (22 October 2007). "McClaren failed to cash in on England's riches". The Daily Telegraph (London). Retrieved 15 February 2008
95. ↑  "McClaren sacked as England coach". BBC Sport. 22 November 2007. Retrieved 15 February 2008
96. ↑  "Capello named new England manager". BBC Sport. 14 December 2007. Retrieved 15 February 2008
97. ↑  "Capello to keep England grounded". BBC Sport. 10 September 2009. Retrieved 10 September 2009
98. ↑  "Gary Neville backs Fabio Capello despite 'tactical errors'". The Guardian (London). 30 June 2010. Retrieved 1 October 2010
99. ↑  Wallace, Sam (9 September 2010). "Pensioner Capello will retire after Euro 2012". The Independent (London). Retrieved 1 October 2010
100. ↑  "Next manager will be English, says Football Association". BBC. 15 August 2010. Retrieved 1 October 2010
101. ↑  "Brooking: Next England boss might not be English". ESPN. 22 September 2010. Retrieved 1 October 2010
102. ↑  "Montenegro 2–2 England". BBC Sport. 7 October 2011. Retrieved 7 October 2011
103. ↑  "Capello quits as manager". BBC Sport. 8 February 2012. Retrieved 8 February 2012
104. ↑  Fifield, Dominic (1 March 2012). "Holland put dent in Stuart Pearce's England job prospects". The Guardian. Retrieved 2 May 2012
105. ↑  McNulty, Phil (26 May 2012). "Norway 0–1 England". BBC Sport. Retrieved 18 October 2012
106. ↑  McNulty, Phil (2 June 2012). "England 1–0 Belgium". BBC Sport. Retrieved 18 October 2012
107. ↑  Bradbury, Jamie (11 June 2012). "England start with draw". TheFA.com. Retrieved 18 October 2012
108. ↑  Taylor, Daniel (19 June 2012). "Euro 2012: Wayne Rooney drives England past Ukraine into last eight". The Guardian. Retrieved 18 October 2012
109. ↑  Burt, Jason (25 June 2012). "Euro 2012: spot-kick obsession weighing England down, laments Roy Hodgson, after defeat to Italy". Daily Telegraph. Retrieved 18 October 2012
110. ↑  "England's World Cup place Roy Hodgson's proudest moment". BBC Sport. 16 October 2013. Retrieved 16 October 2013
111. ↑  "World Cup 2014: England crash out after Costa Rica surprise Italy". The Guardian (Guardian News and Media Limited). 20 June 2014. Retrieved 20 June 2014
112. ↑  "England 0 Costa Rica 0: Winless Three Lions bow out of Brazil 2014 with a whimper". Daily Record. 24 June 2014. Retrieved 24 June 2014
113. ↑  "European qualifiers, Group E". UEFA. 19 June 2015. Retrieved 6 September 2015
114. ↑  "Wayne Rooney the record man helps blast England into Euro 2016 finals". BBC Sport. theguardian.com. Retrieved 5 September 2015
115. ↑  بطولة أمم أوروبا لكرة القدم 1992Edworthy, p 149
116. ↑  Matthew Beard (21 December 2002). "Party faces rough ride from former 'Sun' editor MacKenzie". The Independent (London). Retrieved 19 February 2008
117. ↑  Edworthy, p 151
118. ↑  "The Sun: the Wapping years". The Guardian (London). 25 January 2008. Retrieved 19 February 2008
119. 1 2  "FA criticise 'unacceptable' Sun front page on Roy Hodgson's England job". The Guardian. 2 May 2012. Retrieved 2 May 2012
120. ↑  Robbie Fowler and David Maddock (2005). Fowler: My Autobiography. Macmillan. p. 223. ISBN 1-4050-5132-9
121. ↑  "Hoddle fulfils destiny". BBC Sport. 19 February 2002. Retrieved 26 February 2008
122. ↑  Dickinson, Matt (30 January 1999). "Hoddle puts his faith in God and England". The Times (London). Retrieved 15 February 2008
123. ↑  "You said Hoddle should go". BBC Sport. 1 February 1999. Retrieved 19 February 2008
124. ↑  "World press dumbfounded". BBC News. 3 February 1999. Retrieved 15 February 2008
125. ↑  "Sven and Ulrika keep quiet". BBC News. 17 October 2003. Retrieved 15 February 2008
126. ↑  "Eriksson 'not quizzed' over Faria". BBC News. 26 July 2005. Retrieved 15 February 2008
127. ↑  Tim Adams (26 February 2006). "In a league of her own". The Observer (London). Retrieved 15 February 2008
128. ↑  Lovejoy, p. 348
129. ↑  Lovejoy, VII–XV and 341–353
130. 1 2 3  Tim Rich (30 July 2004). "Why Eriksson staying in charge is England's nightmare scenario". The Independent (London). Retrieved 3 March 2008
131. ↑  Others included Lawrence Dallaglio and the Countess of Wessex
132. ↑  "Eriksson caught in tabloid sting". BBC Sport. 15 January 2006. Retrieved 3 March 2008
133. ↑  Matt Majendie (1 July 2006). "Final whistle sounds for Eriksson". BBC Sport. Retrieved 9 March 2008
134. ↑  "Players lead Clough tribute". BBC Sport. 26 September 2004. Retrieved 3 March 2008
135. 1 2  Staff writers (January 2008). "Putting The Boot In". When Saturday Comes (251): p8
136. ↑  Stan Hey (15 October 2000). "Slow and painful death from quick fix". The Independent (London). Retrieved 2 May 2012